# Чуркович, Иван
И́ван Чу́ркович (серб. Ivan Ćurković / Иван Ћурковић; 15 апреля 1944, Мостар, НГХ) — югославский футболист, игравший на позиции вратаря, ныне вице-президент Футбольного союза Сербии.

## Карьера

### Клубная
Выступал первые 4 года карьеры за клуб из СР Боснии «Вележ». В 1964 году перешёл в состав столичного «Партизана», где отыграл 8 лет. В 1972 году неожиданно уехал во Францию, где отыграл 9 лет за «Сент-Этьен», проведя за него 303 игры. Итого за всю карьеру сыграл 591 матч в клубах.

### В сборной
В сборную призывался с 1963 по 1970 годы. Выступал на Олимпиаде в Токио (1964 год).

## После карьеры
После карьеры игрока с 1989 до 2006 года был президентом «Партизана». В 2001 году был главным тренером сборной Югославии, которая под его руководством безуспешно боролась за место на чемпионате мира 2002 года. До февраля 2009 года был президентом Олимпийского комитета Сербии (на выборах отказался от своей кандидатуры в пользу баскетболиста Владе Диваца). С 23 декабря 2009 года — вице-президент «Партизана».